# Jens Grane
Jens Grane (født 18. maj 1880, død 30. juni 1961) var en dansk maskininspektør og stifter af KFUM-Spejderne i Danmark. Han grundlagde de danske KFUM-Spejdere i en gymnastiksal på KFUM-borgen i Gothersgade i København 28. september 1910, tre år efter at spejderbevægelsen blev grundlagt i England af Robert Baden-Powell (BP).
Der var 28 drenge med fra starten, og de dannede den første trop. Senere blev der flere grønne spejdere, fra 1912 til 1916 udgjorde KFUM-Spejderne en division i Det Danske Spejderkorps. Men i 1916 blev KFUM-Spejderne et selvstændigt korps. I 1979 var korpset på ca. 25.000 KFUM-Spejdere.